# Marijana Bašić
Pour les articles homonymes, voir Basic.
Marijana Bašić est une ancienne joueuse de volley-ball serbe née le 8 octobre 1981 à Sarajevo. Elle mesure 1,88 m et jouait au poste de centrale. 

## Clubs
| Club                  | De        | À         |
| --------------------- | --------- | --------- |
| Postar 064 Belgrade   | 1995-1996 | 2003-2004 |
| Politehnica Timișoara | 2004-2005 | 2004-2005 |
| Gazélec Béziers       | 2005-2006 | 2006-2007 |
| AEK Athènes           | 2007-2008 | 2007-2008 |
| CAV Murcia 2005       | 2008-2009 | 2008-2009 |
| PA Venelles           | 2009-2010 | 2009-2010 |
| Stade Français        | 2010-2011 | 2010-2011 |
| Istres OPVB           | 2011-2012 | 2011-2012 |
| Engelholms VS         | 2012-2013 | 2012-2013 |

## Palmarès
- Championnat d'Espagne
  - Vainqueur : 2009
- Coupe d'Espagne
  - Vainqueur : 2009